# Naveta de Biniac Oriental

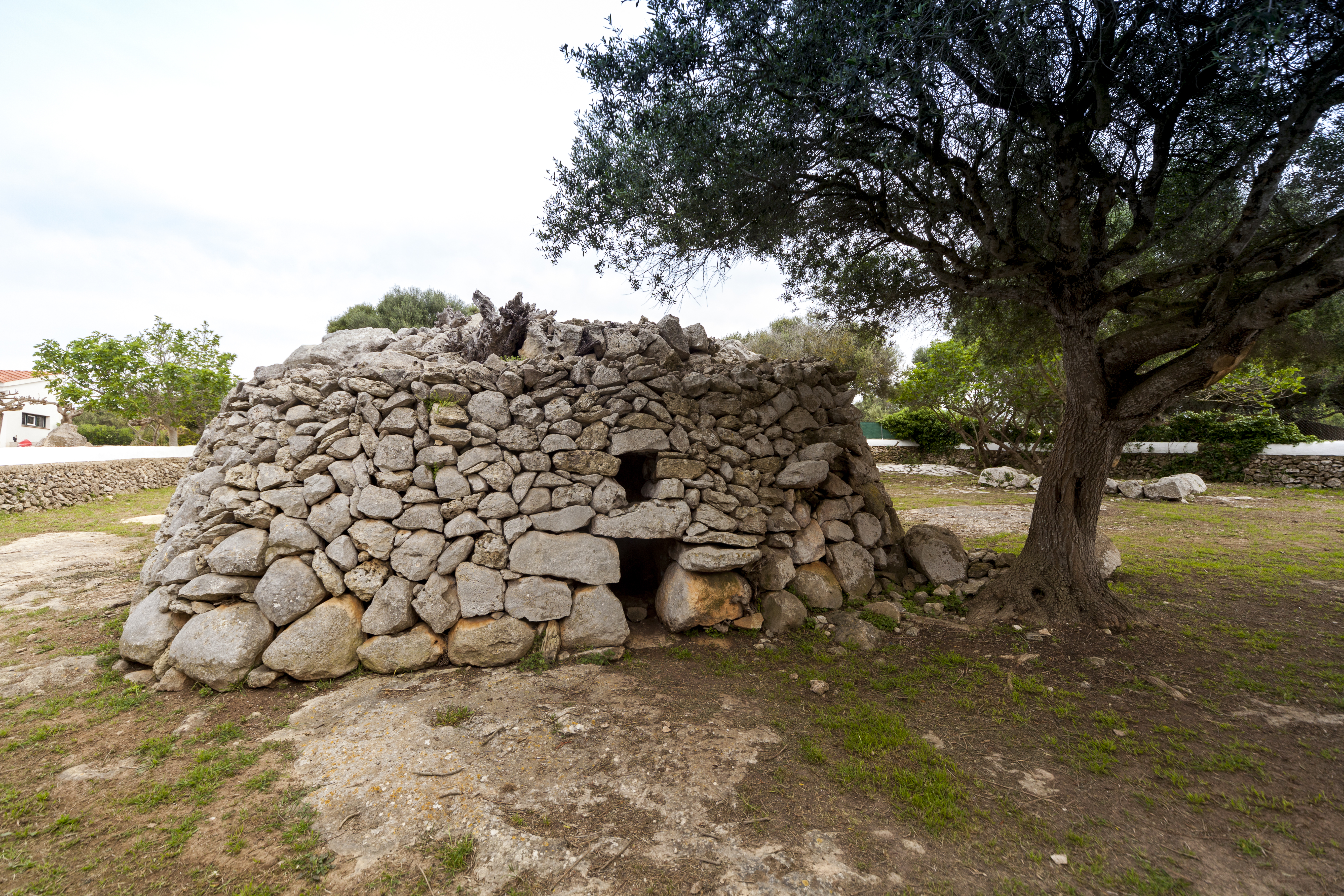
Naveta de Biniac Oriental

La naveta de Biniac Oriental es una naveta funeraria donde se realizaron inhumaciones colectivas durante la Edad del Bronce. Se accede desde la carretera general de Mahón a Ciudadela de Menorca. En el punto kilométrico 8,1 hay un desvío a la izquierda que conduce a la zona conocida como Argentina. Justo en la entrada se encuentra la naveta de Biniac oriental, dentro de las instalaciones del Lloc de Menorca.

## Características
La naveta de Biniac Oriental es de planta circular, con exterior en talud, construido con grandes bloques desbastados colocados horizontalmente: lo que se conoce como construcción ciclópea, que encontramos en otros muchos edificios de la prehistoria de Menorca. La puerta se abre al sur del monumento. En época desconocida (recientemente, según escribe Hernández Sanz a principios de siglo XX) se adosó en la zona sur un muro de piedra seca que cubre y oculta el paramento sur. 
Un corredor largo da acceso a la cámara ovalada, construida con un paramento irregular a base de aproximación de hiladas y cubierta con losas horizontales. 
Las dimensiones que tiene son: longitud exterior 11,10 m; ancho exterior 10,70 m; longitud interior 3,90 m; ancho interior 2,30 m.
Se ha planteado que las navetas con estas características, llamadas navetas de tipo intermedio por sus características, estarían a medio camino entre los sepulcros megalíticos y las navetas de planta alargada, que serían de cronologías más avanzadas. 
La arqueóloga María Luisa Serra Belabre, en la década de los años sesenta del siglo XX, hizo una pequeña excavación en la parte superior, sin resultados. En la cámara tampoco se han podido recuperar restos arqueológicos, puesto que se reutilizó desde antiguo como refugio para el ganado y se vació todo su sedimento. No obstante, a través de excavaciones realizadas en otras navetas sabemos que estos edificios servían para ir depositando los individuos de una familia o una pequeña comunidad a medida que iban muriendo. Los cuerpos se acompañaban generalmente de una serie de objetos, relacionados con las creencias en la vida después de la muerte.
Periodo cronológico:
Aproximadamente 1500-1000 a. C. (Edad del Bronce).